# Onderscheidingen in Beieren
Beieren heeft als hertogdom, keurvorstendom, koninkrijk en vrijstaat een groot aantal onderscheidingen ingesteld. Nimmergut noemt meer dan 118 verschillende Beierse versierselen in de dertien ridderorden en 112 medailles en eretekens.

## De Beierse ridderorden
- De Sint Anna-Orde
- De Bloemenorde
- De Sint-Elisabeth-Orde
- De Orde van de Fürstprängler
- De Huisridderorde van de Heilige Georg
- De Ridderlijk Gezelschap van de Heilige Georg in Franken
- De Huisridderorde van de Heilige Michaël
- De Orde van Verdienste van de Heilige Michaël
- De Huisridderorde van Sint-Hubertus
- De Orde van Verdienste van de Beierse Kroon
- De Orde van de Leeuw van de Palts
- De Ludwigs-Orde (Beieren)
- De Militaire Max Jozef-Orde
- De Maximiliaansorde voor Wetenschap en Kunst
- De Orde voor de Militaire Gezondheidszorg
- De Orde van Militaire Verdienste (Beieren)
- De Orde van de Rode Adelaar
- De Theresia-Orde

In de Vrijstaat Beieren in de Bondsrepubliek Duitsland
- De Beierse Orde van Verdienste
- De Beierse Maximiliaansorde voor Wetenschap en Kunst
- De Beierse Grondwetmedaille
- De Beierse Staatsmedaille voor Sociale Verdienste
- Het Beiers Sportinsigne voor Bijzondere Prestaties

- De Lijst van ridderorden van Beieren

Huisorden van de Familie Wittelsbach
- De Sint Anna-Orde
- De Sint-Elisabeth-Orde
- De Huisridderorde van de Heilige Georg
- De Huisridderorde van Sint-Hubertus
- De Orde van Verdienste van de Beierse Kroon
- De Orde van Verdienste van de Heilige Michaël
- De Militaire Max Jozef-Orde
- De Theresia-Orde[3]

Huisorden van andere vorstelijke families
Men kan twijfelen over de status van deze orden omdat deze staten niet vertegenwoordigd waren bij het Congres van Wenen. De vorsten waren al eerder gemediatiseerd.
- De Orde van de Phoenix van Hohenlohe
- De Huisorde Pour mes Amis, of "A ses amis" 1809[4] van Isenburg-Birstein
- De Ordre de Parfaite Amitié van Thurn und Taxis

De orden werden tot in de 20e eeuw verleend. De "Rapport de la Commission Internationale d’Etudes des Ordres de Chevalerie", een overleg van grootmeesters heeft de beide orden erkend als legitieme dynastieke- of huisorden maar deze erkenning later ingetrokken.

## De Beierse onderscheidingen
- De Medaille voor Burgerlijke Verdienste (Duits: "Zivilverdienstmedaille") 1792 - 1918
- De Maximilliaansmedaille Z.J.
- De Ludwigsmedaille voor Wetenschap en Kunst 1872 - 1918
- De Ludwigsmedaille voor de Industrie 1914 - 1918
- Het Koning-Lodewijk-Kruis 1916 -1918
- De Medaille van Prins-Regent Luitpold 1905 - 1912
- De Jubileumsmedailles voor de Landbouw 1910 - 1918
- Het Luitpoldkruis voor 40 Jaar Trouwe Dienst in Dienst van Overheid of Gemeente 1911 - 1918
- De Medaille voor 40 Jaar Dienst als Arbeider in de Arsenalen 1898 - 1921
- De Medaille voor 25 Jaar Dienst als Arbeider in de Arsenalen 1898 - 1921
- De Onderscheiding Ie Klasse voor 40 Jaar Dienst in de Gendarmerie
- De Onderscheiding IIe Klasse voor 20 Jaar Dienst in de Gendarmerie
- De Onderscheiding voor 20 Jaren Vrijwillige Ziekenzorg 1901 - 1918

- Het Kruis voor Verdienste voor de Brandweer 1901 - 1918
- Het Ereteken voor 25 Jaar Dienst in de Brandweer 1884 - 1918

- De Jubileumsmedaille voor het Gouden Huwelijk in 1918
- Het Herinneringsteken aan het Gouden Huwelijk van het Koningspaar 1918
- De Herinneringsmedaille voor de Leden van de Beide Kamers voor het Eeuwfeest van de Beierse Grondwet 1918
- De Medaille voor het Redden van Levens 1889 - 1931

- De Medaille voor Militaire Verdienste (Duits: "Militär-Verdienstmedaille") 1794 - 1921
- Het Ereteken voor Militaire Geneeskunde (Duits: "Militär-Sanitätsehrenzeichen")
- Het Kruis van Verdienste voor Militaire Geneeskunde in 1870/71
- Het Kruis van Verdienste voor Vrijwillige Ziekenverpleging 1901

- Het Gedenkteken voor Veteranen van de Veldtochten 1790 - 1812 (Duits: "Veteranen-Denkzeichen für die Feldzüge 1790 - 1812") 1848
- Het Militair Gedenkteken voor 1813, 1814 en 1815 ingesteld in 1814 (Duits: "Militär-Denkzeichen für 1813, 1814 und 1815")
- Het Militair Gedenkteken voor Officieren en Manschappen 1813, 1814 en 1815 ingesteld in 1817 (Duits: "Militär-Denkzeichen für Offiziere und Mannschaften 1813, 1814 und 1815")
- De Medaille van het Gedenkteken voor Veteranen van 1813, 1814 en 1815 voor Militaire Beambten ingesteld in 1848 (Duits: " Medaille des Militär-Denkzeichens 1813, 1814 und 1815 für Militärbeamte")
- Het Gedenkteken voor het Jaar 1849 (Duits: "Denkzeichen für das Jahr 1849")
- Het Leger-Gedenkteken voor Prins Karel van Beieren (Duits: "Armeedenkzeichen 1866 für Prinz Carl v. Bayern")
- Het Leger-Gedenkteken 1866 (Duits: "Armeedenkzeichen 1866")
- Het Herinneringsteken voor Burgerartsen voor Verdienstelijke Daden in het Oorlogsjaar 1866 (Duits: Erinnerungszeichen für verdienstliche Leistungen in Kriegsjahr 1866 für Zivilärtzte") 1867 - 1869

- De Luitpoldmedaille 1897 - 1918
- De Eigenaar-Jubileumsmedaille voor het Keizerlijk en Koninklijk Artillerie-Regiment No. 10 1904

(Duits: "Inhaber-Jubiläumsmedaille an das K.u.K. Corps-Art.Rgt. Nr. 10")
- De Jubileumsmedaille voor het Beierse Leger 1905

(Duits: "Jubiläumsmedaille für die Bayerische Armee")
- De Gouden Jubileumsmedaille voor het Beierse Leger 1839 - 1909 ingesteld in 1909

(Duits: "Jubiläumsmedaille")
- De Militaire Jubileumsmedaille voor het Beierse Leger 1821 - 1911 ingesteld in 1911

(Duits: "Goldene Jubiläumsmedaille für die Bayerische Armee 1839 - 1909")
- Het Jubileumskruis voor het K.u.K. Infanterie Rgt. Nr. 62 ingesteld in 1918

(Duits: "Jubiläumsmedaille an das K.u.K. Infanterie Rgt. Nr. 62")
- Het Veteranenschild voor 40 Jaar Diensttijd in het Beierse Leger 1816 - 1865
- Het Veteranenschild voor 24 Jaar Diensttijd in het Beierse Leger 1816 - 1865
- Het Kruis Ie Klasse voor 40 Jaar Dienst 1865 - 1921
- Het Kruis IIe Klasse voor 24 Jaar Dienst 1865 - 1921
- De Onderscheiding Ie Klasse voor 21 Jaar Trouwe Dienst (een verguld zilveren gesp of "Schnalle")
- De Onderscheiding IIe Klasse voor 15 Jaar Trouwe Dienst (een zilveren gesp of "Schnalle")
- De Onderscheiding IIIe Klasse voor 9 Jaar Trouwe Dienst (een zilveren gesp of "Schnalle")
- Het Militair Kruis Ie Klasse voor 15 Dienstjaren 1913 - 1921
- Het Militair Kruis IIe Klasse voor 12 Dienstjaren 1913 - 1921
- Het Militair Kruis IIIe Klasse voor 9 Dienstjaren 1913 - 1921

- Het Landweerereteken Ie Klasse voor 20 Jaar Dienst 1876 - 1918
- Het Landweerereteken IIe Klasse voor 12 Jaar Dienst 1876 - 1913 (een gesp)
- Het Landweerereteken IIe Klasse voor 20 Jaar Dienst 1913 - 1918 (een medaille)

- Het Insigne voor Piloten (Beieren)
- Het Insigne voor Waarnemers
- Het Insigne voor Boordschutters
- Het Herinneringsteken voor Piloten en Waarnemers

## DeVrijstaat Beieren
Na de val van de Beierse monarchie in november 1918 moest het Beierse leger worden gedemobiliseerd en later worden geïntegreerd in de Reichswehr van het Duitse Rijk. Daarom werden sommige oude onderscheidingen nog enige tijd verleend. Het heeft ook tijd gekost om nieuwe onderscheidingen in te stellen voor de brandweer. In het Duitsland van de Republiek van Weimar was met als reactie op de hoogconjunctuur van de orden en onderscheidingen in het Keizerrijk terughoudend waar het onderscheidingen betreft. De Vrijstaat Beieren stelde slechts vier onderscheidingen in.
- De Reddingsmedaille (1931 - 1934)
- Het Brandweer-Ereteken voor Voortreffelijk Prestaties 1921 - 1933
- Het Ereteken voor 40 Dienstjaren bij de Brandweer 1920 - 1936
- Het Ereteken voor 25 Dienstjaren bij de Brandweer 1920 - 1936

Het Beierse Koninklijk Huis werd niet verbannen en de Wittelsbachers bleven populair. Voor hun jubilea bleven zij onderscheidingen instellen en hun ridderorden bleven gewoon bijeenkomen.
- De Jubileumsmedaille voor het Gouden Huwelijk in 1918
- De Herinneringsmedaille voor het Gouden Huwelijk in 1918

Deze medailles werden in december 1918 uitgereikt. De medailles waren nog voor de abdicatie van de koning ingesteld.
- De Gouden Huwekijksmunt 1921 - 1935
- De Kroonprins Rupprechtmedaille 1925 - 1933
- Het Herinneringsteken aan de 60e Verjaardag van Kroonprins Rupprecht 1929
- De Paltsmedaille 1930
- De Jubileumsmunt voor het 2e Infanterieregiment "Kronprinz" 1932
- De Regiments-Herinneringsmunt voor het 10e Infanterieregiment "König" 1682 - 1932
- De Jubileumsmedaille voor het 1e Cheveaulegers-Regiment 1932
- De Jubileumsmedaille voor het 2e Cheveaulegers-Regiment "Taxis" 1932

In 1933 verbood de Rijkskanselarij in Berlijn de Duitse vorsten om nog langer onderscheidingen aan Duitsers te verlenen. De vroom katholieke en democratisch gerichte Wittelsbachers waren bij de nationaalsocialisten niet geliefd en vertrokken uit Beieren. In 1934 maakte het Duitse Rijk een einde aan de zelfstandigheid van de Duitse staten, daarmee verdwenen ook de Beierse onderscheidingen. De huisorden van de Wittelsbachers leven bestaan.

## De Vrijstaat Beieren in de Bondsrepubliek Duitsland
De Vrijstaat Beieren maakt deel uit van de Bondsrepubliek Duitsland maar voelt zich een Beierse natie binnen Duitsland. De regering van de deelstaat geeft daaraan uitdrukking door onderscheidinen en ridderorden te verlenen die in naam en vormgeving aan de oude Beierse orden herinneren.
- De Beierse Orde van Verdienste (1957)
- De Beierse Maximiliaansorde voor Wetenschap en Kunst 1980

Deze orde is de opvolger van de oude, maar uitgestorven, Maximiliaansorde voor Wetenschap en Kunst.
- Het Ereteken van de Beierse Minister-President

## Voetnoten
1. ↑  Een aantal in verschillende materialen. Bijvoorbeeld massief goud en verguld zilver.
2. ↑  Nimmergut Katalog. 2007
3. ↑  Almanach de Gotha 2000
4. ↑  Rapport de la Commission Internationale d’Etudes des Ordres de Chevalerie op